# Румен Пейчев (зала)
Зала „Румен Пейчев“ е залата на стадион "Българска армия".
Тя е само баскетболна, с капацитет от 300 седящи места. В нея играят срещите си младежките национали на България (20) и школата на БК ЦСКА. През ноември 2012 година е ремонтирана от възродения месеци по-рано БК ЦСКА и оттогава носи името Румен Пейчев, в памет на именития баскетболист и треньор на „червените“. Открива се на 20 януари 2013 с шоумач между ветераните на ЦСКА и Левски, при който не се отчитат точки. 
През 2024 година залата спира да съществува заради започналата мащабна реконструкция на стадион "Българска армия".[източник? (Поискан днес)]